# Chen Guofu
Chen Guofu, ou Chen Kuo-fu (陳果夫, 5 octobre 1892 – 25 août 1951), est un homme politique chinois de la République de Chine.
Né à Wuxing (actuelle ville de Huzhou) dans le Zhejiang, il rejoint le Tongmenghui en 1911 et participe à la révolution contre la dynastie Qin et à la « seconde révolution » contre Yuan Shikai. Il reprend sa carrière politique en 1924, devenant membre de l'audit central du Kuomintang, ainsi que chef du département de l'Organisation et président du comité central des Finances. Avec son frère cadet, Chen Lifu, il fonde la clique du Club central du Kuomintang. Il est président de la province du Jiangsu de 1933 à 1937. Il aurait suggéré à Tchang Kaï-chek de provoquer l'inondation du fleuve jaune de 1938 pour arrêter les troupes japonaises. Il part pour Taïwan en décembre 1948 où il meurt le 25 août 1951 à Taipei.